# جيمس برود
جيمس برود (بالإنجليزية: James Broad)‏ مواليد 27 يناير 1958 - الوفاة 20 نوفمبر 2001، كان ملاكم محترف أمريكي بدأ مسيرته الاحترافية سنة 1981.

## المسيرة الاحترافية
من نزالاته:
- خسر أمام دونوفان رودوك بالضربة الفنية القاضية (1988/12/06).
- خسر أمام جريج بيج (1987/05/30).
- خسر أمام فرانشيسكو دامياني (1987/04/11).
- خسر أمام توني تاكر (1986/09/26).
- خسر أمام تيم ويذرسبون بالضربة القاضية (1985/04/29).
- خسر أمام مارفيس فرايزر (1983/04/10).

## إحصائيات
خاض خلال مسيرته 33 نزالا، فاز في 23 ولم يتعادل وخسر في 10. فاز بالضربة القاضية في 15 نزالا.

## روابط خارجية
- جيمس برود على موقع بوكس ريك (الإنجليزية) (registration required)